# Notoglanidium maculatum
Notoglanidium maculatum är en fiskart som först beskrevs av Boulenger, 1916.  Notoglanidium maculatum ingår i släktet Notoglanidium och familjen Claroteidae. IUCN kategoriserar arten globalt som starkt hotad. Inga underarter finns listade i Catalogue of Life.